# Shouguang
Shouguang, tidigare romaniserat Showkwang, är en ort på häradsnivå som lyder under Weifangs stad på prefekturnivå i Shandong-provinsen i Folkrepubliken Kina, i den östra delen av landet, omkring 170 kilometer öster om provinshuvudstaden Jinan.

## Källa
1. ↑  ”worldpostmarks.net”. Arkiverad från originalet den 2 januari 2015. https://web.archive.org/web/20150102101710/http://worldpostmarks.net/HTML%20Countries/china.htm. Läst 21 november 2014.

- Wikimedia Commons har media som rör Shouguang.